# Ḫuzziya II.
Ḫuzziya II. war ein hethitischer Großkönig im 15. Jahrhundert v. Chr.
Sein Vorgänger war Zidanta II., der um 1450 v. Chr. herrschte und Kizzuwatna als Pufferstaat sicherte. Einer seiner engsten Vertrauten und Oberster der Leibwache, Muwattalli, ermordete ihn und erklärte sich selbst zum Großkönig, machte allerdings den Fehler, die Söhne Ḫuzziyas, Kantuzzili und Ḫimuili, in hohe Ämter einzusetzen. Diese ermordeten ihn und setzten Tudḫaliya I., einen Sohn, Enkel oder Schwiegersohn Ḫuzziyas auf den Thron.